# Misha Geller

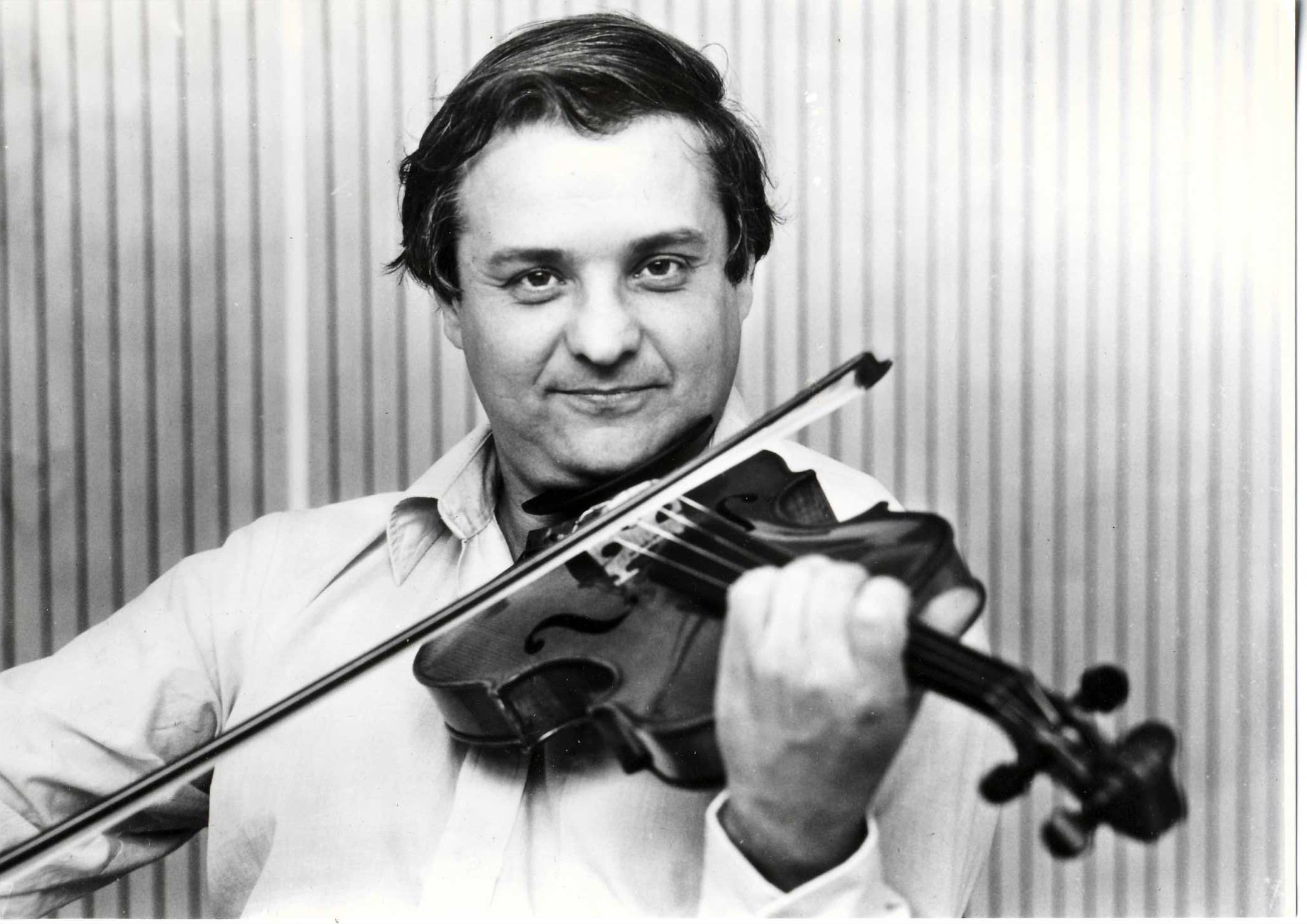
Misha Geller in 1981

Michail Lazarevitsj Geller, (ru)  Михаил Ла́заревич Геллер, bekend als Misha Geller (Moskou, 23 juli 1937 - Vught, 17 december 2007), was een Russisch altviolist en componist, die in Nederland woonde en werkte.

## Biografie
Hij werd geboren in een Joodse familie. Op 7-jarige leeftijd begon hij viool te spelen. Later stapte hij over op de altviool, waarmee hij in 1962 de gouden medaille won bij het internationaal muziekconcours van Helsinki. In 1963 behaalde hij aan het Conservatorium van Moskou zijn diploma in altvioolspel en in compositie bij onder meer Alfred Schnittke (orkestratie).
In 1962 richtte hij met de violisten Aleksandr Arenkov en Sergej Pistsjoegin en de cellist Dmitri Ferschtman het Glinka Strijkkwartet op, dat - vooral na het winnen van de eerste prijs in de Internationale Strijkkwartetwedstrijd in Luik in 1969 - in vele landen optrad en veel opnamen maakte.
Geller was ook actief als componist van orkestmuziek, kamermuziek en liedercycli. Zijn televisie-opera De Vrouwenopstand werd opgevoerd door het Bolsjojtheater onder leiding van Mark Ermler.
In 1978 emigreerde Geller van de Sovjet-Unie naar Nederland, waar hij direct voor twee jaar solo-altist werd van het Nederlands Kamerorkest. De componist Lex van Delden was zo "overrompeld door zijn virtuoze en artistieke kwaliteiten", dat hij voor hem een prominente altvioolpartij verwerkte in zijn Trittico voor kamerorkest. In 1980 richtte Geller - met de eveneens naar Nederland gekomen Dmitri Ferschtman en de violisten Zino Vinnikov en Kees Hulsman - het Glinka Kwartet opnieuw op. Daarnaast zette hij zijn solocarrière voort.
Misha Geller was docent aan de conservatoria van Amsterdam - waar Esther Apituley en Bernadette Verhagen tot zijn studenten behoorden - en Utrecht en aan het Royal Northern College of Music in Manchester. Hij gaf masterclasses en had zitting in jury's van muziekwedstrijden.
Door een beroerte in 1992 kwam er een plotseling einde aan zijn carrière als altist, waarna hij besloot ook te stoppen met lesgeven en een radicaal andere weg in te slaan. Hij bekwaamde zich vervolgens te Hongkong in traditionele Chinese geneeskunde en oefende een praktijk uit in acupunctuur, eerst in Nederland en later in Israël. In 1997 moest hij hiermee stoppen door een nieuwe beroerte.
Hij keerde terug naar Nederland, herstelde opmerkelijk snel en begon weer zeer actief te componeren. In 2007 overleed hij plotseling in zijn huis in Vught.